# Мусалов, Хайбула Анварбегович
Хайбула Анварбегович Мусалов (азерб. Xaybula Anvarbekoviç Musalov; 4 декабря 1990, с. Чох, Гунибский район, Дагестанская АССР, РСФСР, СССР) — российский и азербайджанский боксёр, серебряный призёр Европейских игр в Баку в составе сборной Азербайджана. Мастер спорта международного класса по боксу. Чемпион кулачной лиги Hardcore FC в полусреднем весе (2022). По национальности – аварец.

## Спортивная карьера

### Любительская боксёрская карьера
В 2015 году на Европейских играх в Баку представлял Азербайджан, в четвертьфинале одержал победу над белорусом Виталием Бондаренко, затем Мусалов в полуфинале одержал победу над боксером из Венгрии Золтаном Харчой, а в финале со счётом 0:3 проиграл ирландцу Майкл О’Райли. В сентябре 2019 года в Екатеринбурге дебютировал на профессиональном ринге, одержав победу над Евгением Тершуковым, у которого во время боя был разбит нос, в третьем раунде рефери зафиксировал победу Мусалова техническим нокаутом.

### Профессиональная боксёрская карьера
На профессиональном ринге дебютировал во второй средней весовой категории (до 76,4 кг), и нокаутировал в третьем раунде дебютанта Евгения Тершукова. Второй бой провёл уже через два месяца, в котором одолел по очкам российского боксёра армянского происхождения, Карена Аветисяна.

### Бои на голых кулаках
В начале 2021 года вступил в кулачную лигу боёв по голым кулакам — Hardcore FC.
12 января 2022 года вышел выпуск в котором был показан пятый поединок Хайбулы «Хищника» Мусалова, в котором он нокаутировал незнающего поражений топового кулачного бойца, Михаила «Сивого» Долгополого, пришедшего в Хардкор из другой топовой российской кулачной лиги — Top Dog FC.

## Статистика выступлений

### Статистика в профессиональном боксе
В таблице перечислены результаты всех поединков боксёров.
В каждой строке указан результат поединка. Дополнительно номер поединка обозначен цветом, который обозначает итог поединка. Расшифровка обозначений и цветов представлена в нижеследующей таблице.
| Пример | Расшифровка                     |
| ------ | ------------------------------- |
|        | Победа                          |
|        | Ничья                           |
|        | Поражение                       |
|        | Планируемый поединок            |
|        | Поединок признан несостоявшимся |
| КО     | Нокаут                          |
| ТКО    | Технический нокаут              |
| PTS    | Решение судей (по очкам)        |
| UD     | Единогласное решение судей      |
| MD     | Решение большинства судей       |
| SD     | Раздельное решение судей        |
| RTD    | Отказ от продолжения боя        |
| DQ     | Дисквалификация                 |
| NC     | Поединок признан несостоявшимся |

| Бой | Рекорд | Дата боя        | Соперник                    | Место проведения боя | Раундов, время  | Дополнительно                  |
| --- | ------ | --------------- | --------------------------- | -------------------- | --------------- | ------------------------------ |
| 3   | 3-0    | 25 декабря 2022 | Джон Майкл Эскобоза (дебют) | Москва, Россия       | TKO2 (6) (1:34) |                                |
| 2   | 2-0    | 2 декабря 2019  | Карен Аветисян (9-24-4)     | Екатеринбург, Россия | UD (6)          |                                |
| 1   | 1-0    | 7 сентября 2019 | Евгений Тершуков (0-0-0)    | Екатеринбург, Россия | ТКО3 (4) (1:58) | Дебют в профессиональном боксе |

### Статистика в боях на голых кулаках
| Бой | Рекорд   | Дата выпуска     | Соперник                            | Вес Мусалов-соперник | Турнир                         | Раундов, время   | Дополнительно                                                                        |
| --- | -------- | ---------------- | ----------------------------------- | -------------------- | ------------------------------ | ---------------- | ------------------------------------------------------------------------------------ |
| 7   | 7(6KO)-0 | 9 сентября 2022  | Унал «Asi» Алкаиш                   | 77кг - 77кг          | Hardcore FC: Баржа (ч.2)       | KO 1 (5) 1:59    | Бой за титул чемпиона Hardcore FC в полусреднем весе (до 77 кг), 1-я защита Мусалова |
| 6   | 6(5KO)-0 | 1 марта 2022     | Милсон «Barao» Кастро               | 77кг - 77кг          | Hardcore FC: Россия VS США     | TKO 2 (3) 1:45   |                                                                                      |
| 5   | 5(4KO)-0 | 12 января 2022   | Михаил «Сивый» Долгополов (4-0)     | 77кг - 77кг          | Hardcore FC: Хищник VS Сивый   | TKO 2 (5) 0:21   | Завоевал вакантный титул чемпиона Hardcore FC в полусреднем весе (до 77 кг)          |
| 4   | 4(3KO)-0 | 1 ноября 2021    | Егор «Гатти» Горшков (1-0)          | 77кг - 77кг          | Hardcore FC: Леко VS Маэстро   | KO 1 (3) 0:19    |                                                                                      |
| 3   | 3(2KO)-0 | 14 сентября 2021 | Ильнар «Хантер» Ишимбаев (1-1)      | 84кг - 80кг          | Hardcore FC: Форсаж (ч.3)      | UD (3)           |                                                                                      |
| 2   | 2(2KO)-0 | 3 августа 2021   | Александр «Донской» Спицын          | 80кг - 75кг          | Hardcore FC: WarThunder (ч.3)  | RTD 1 (3) (2:00) |                                                                                      |
| 1   | 1(1KO)-0 | 28 апреля 2021   | Иван «Белый бомбардировщик» Кравчук | 84кг - 84кг          | Hardcore FC: Вагабов vs. Бачин | TКО 1 (3) (0:44) | Дебют на голых кулаках                                                               |

## Достижения
- Европейские игры 2015 — ;